# Corinne Vezzoni
Corinne Vezzoni, née le 21 mai 1964 à Arles, est une architecte française, cofondatrice de l'agence Corinne Vezzoni et associés architectes à Marseille, avec Pascal Laporte et Maxime Claude.
En 2020, elle a reçu la médaille d'Or de l'Académie française d'Architecture. Corinne Vezzoni a également été nommée au Grand prix national de l'architecture 2018 et a reçu le Prix Femme architecte de l'année 2015, attribué par l'Association pour la recherche sur la ville et l’habitat (ARVHA) et le Ministère de la Culture,.

## Biographie
Née en 1964 à Arles, Corinne Vezzoni a grandi au Maroc. Elle est installée à Marseille depuis ses études d’architecture. Outre son travail d’architecte, elle est enseignante à l’[Université de Provence Aix-Marseille I], master aménagement & urbanisme et invitée des écoles des Arts et Métiers et de Polytechnique Marseille Château-Gombert. Elle y a aussi une agence depuis 2000.
Participant à un concours sur l'aménagement du Vieux-Port de Marseille, elle propose sa piétonisation. C'est son projet qui est retenu par le jury du concours, mais ce jury est désavoué par la maîtrise d'ouvrage politique qui lui préfère celui de  l’équipe Michel Desvigne-Norman Foster,. Mais elle enchaîne d'autres réalisations dans la ville phocéenne, la région et au-delà.
En 2017, elle a été nommée Chevalier de la Légion d’honneur et Chevalier de l’Ordre des Arts et des Lettres en 2013. Elle a obtenu le Prix du CAUE des Hautes Alpes, pour la Villa d'Embrun en 2016. En 2006, elle a été nommée à l'Équerre d’argent pour les Archives et la bibliothèque départementales des Bouches-du-Rhône et sélectionné au Prix de l'Union européenne pour l'architecture contemporaine Mies van der Rohe. En 2001, elle a été lauréate des Trophées de l'habitat.
En 2019, elle reçoit le Prix du Jury du W.A.Ve 2019 – Workshop Architecture Venise - décerné par l’Université IUAV de Venise et la Ville de Venise, pour son projet de gare maritime développé à l'occasion d'une résidence. Cette même année, elle devient marraine de la promotion 2019/2025 de l’École d'architecture de Nancy. Elle a reçu aussi  le Prix Born Awards 2018 pour le projet « thecamp ».
En 2020, elle a reçu la médaille d'Or de l'Académie française d'Architecture. Corinne Vezzoni a également été nommée au Grand prix national de l'architecture 2018 et a reçu le Prix Femme architecte de l'année 2015, attribué par l'Association pour la recherche sur la ville et l’habitat (ARVHA) et le Ministère de la Culture,.
En 2021, elle est nommée architecte conseil pour la mission Gerland à Lyon.
En 2023, elle est nommée architecte conseil de l'état.
Elle fait partie du Conseil économique et social de la région (CESER)  pour la section prospective et la section culture. Elle s’est engagée dans le projet métropolitain Aix-Marseille-Provence, dans le cadre de la mission du préfet Thery.

## Réalisations (sélection)
- Les Terrasses d'Ingouville, concours Réinventer le Havre, prévu en 2025.
- Rosny-Bois-Perrier (métro de Paris), gare de la Ligne 15 du métro de Paris du Grand Paris Express[5].
- Satory, gare de la ligne 18 du Grand Paris Express, nouvelle gare prévue en 2024[5].
- Centre régional d’apprentissage Nice (Alpes-Maritimes), prévu en 2021.
- Chalucet, quartier de la créativité et de la connaissance, Toulon (Var). Quartier inédit en Europe, 2020.
- Thecamp, camp de base pour explorer le futur, Aix en Provence, livraison 2017. Projet Lauréat des Land Rover Born Awards 2018[5],[6].
- Themis, immeuble de bureau, premier immeuble tertiaire labellisé E+ C-, Clichy-Batignolles, 2018[5].
- Lycée Simone Veil, Marseille, 2017. Voir le film Matière Brute" dédié à l'architecture du projet[5],[10].
- Pôle judiciaire, Martigues (Bouches-du-Rhône), 2017.
- Siège Eiffage Immobilier, Smartseille (écoquartier), Marseille (Bouches-du-Rhône), 2017.
- Pôle pédagogique Campus santé Timone, Marseille (Bouches-du-Rhône) Université Aix-Marseille, 2015[11].
- École d’ingénieurs Seatech, Toulon (Var), 2013.
- Centre de conservation et de ressources du Musée des Civilisations de l'Europe et de la Méditerranée, Marseille, 2013[12],[13].
- Terminus et pôle d'échanges du métro La Fourragère, Marseille, 2010.
- Aéroport : zone internationale Marseille-Provence projet lauréat, chantier arrêté, 2010.
- Tramway Marseille (Bouches-du-Rhône), 2009.
- Archives et la bibliothèque départementales des Bouches-du-Rhône, à Marseille[14], 2006. Projet nommé à l’Équerre d’argent sélectionné au prix Mies Van Der Rohe.
- Lycée, HQE à Vence, 2002.

## Expositions
- Biennale d’architecture et de paysage d’Île-de-France 2019, Pavillon Horizon 2030. Exposition des projets des deux gares que réalisera l'agence Corinne Vezzoni et associés dans le cadre du Grand Paris Express - gare de Satory sur la ligne 18 et la gare Rosny-Bois-Perrier, sur la ligne 15 Est. Mai à juillet .
- archiméditerranéenne, l'architecture en mouvement, exposition itinérante, présentée à La galerie d'architecture, novembre 2016 à janvier 2017, Paris 4e.
- Carte blanche à Corinne Vezzoni, Bibliothèque municipale à vocation régionale (BMVR) de l'Alcazar, septembre à novembre 2018.
- Archiméditerranéenne, Chalucet, quartier inédit en Europe, présentée au Musée des arts de Toulon, mars à avril 2018[15].
- archiméditerranéenne, 8 projets architecturaux et urbains de l'agence Corinne Vezzoni et associés] - Villa Méditerranée Marseille, février à mars  2017.

## Publications
- Sauver la planète ville – Plaidoyer pour une ville durable et désirable, Essai de Guy Burgel, édition Archicity, 2022
- Habiter le monde de la collection La Fabrique de Méditerranée 4 – édition Bizalion, sous la direction de Thierry Fabre, 2022
- " Marseille : une autre façon de vivre à travers son urbanisme ", édition Picard, par Marcel Bajard et Gérard Planchenault, 2022
- " Ville et Covid : un mariage de raisons ", édition Karthala, de Guy Burgel (dir.), 2021
- " Métropole monde, métropole de proximité, éditions de L'Aube, sous la direction de Christian Devillers, architecte urbaniste, 2016
- We archi #2, revue d'architecture consacrée à l'agence Corinne Vezzoni et associés, éditions Dominique Carré, 2016
- " Sélection Institut français d’architecture " - 40 architectes de moins de 40 ans, 2002